# Romance and Cigarettes
Pour plus de détails, voir Fiche technique et Distribution.
Romance and Cigarettes est un film américain réalisé par John Turturro, sorti en 2005.

## Fiche technique
- Titre : Romance and Cigarettes
- Réalisation : John Turturro
- Scénario : John Turturro
- Photographie : Tom Stern
- Montage : Ray Hubley
- Pays d'origine : États-Unis
- Format : couleurs
- Genre : comédie romantique, musical
- Durée : 105 minutes
- Budget : 2 935 242 USD[1]
- Date de sortie :
  - 6 septembre 2005 (Mostra de Venise)
  - 24 mars 2006 (Royaume-Uni et Irlande)
  - 7 septembre 2007 (États-Unis)

## Distribution
- James Gandolfini : Nick Murder
- Susan Sarandon : Kitty Kane
- Kate Winslet : Tula
- Steve Buscemi : Angelo
- Bobby Cannavale : Chetty Jr. "Fryburg"
- Mandy Moore : Baby Murder
- Mary-Louise Parker : Constance Murder
- Aida Turturro : Rosebud "Rara"
- Christopher Walken : Cousin Bo
- Barbara Sukowa : Gracie
- Elaine Stritch : Grace Murder
- Eddie Izzard : Père Gene Vincent
- Amy Sedaris : Frances
- P. J. Brown : officier de police
- Adam LeFevre : petit-ami de Frances
- Tonya Pinkins : Medic
- Cady Huffman (en) : Roe
- Kumar Pallana : Da Da Kumar